# The Penguins

Foto de un disco de Earth Ángel, publicado en 1954 por The Penguins

The Penguins fue un grupo musical estadounidense de estilo doo wop activo en los años 1950 y 1960. Su canción más famosa fue Earth Angel (Will You Be Mine), uno de los primeros éxitos de armonía vocal en los pop charts del Billboard.

## Integrantes

### Originales
- Curtis Williams (11 de diciembre de 1934 - 10 de agosto de 1979) (bajo)
- Cleveland Duncan (23 de julio de 1935) (tenor)
- Dexter Tisby (10 de marzo de 1935) (tenor)
- Bruce Tate (27 de enero de 1937 - 20 de junio de 1973) (barítono)

### Últimos años
El grupo se separó en 1962, pero Cleveland Duncan continuó por su cuenta con "The Penguins", con un nuevo miembro, Walter Saulsberry y con el grupo vocalista de controcanto, The Viceroys.
Más tarde la formación experimentó más cambios, además de Duncan, lo Saulsberry, Vesta y Evelyn King, y Vera Walker.
En los años 1970 los miembros de la banda fueron Duncan, Walter Saulsberry, que se reintegró y el nuevo miembro Glenn Madison.

## Reconocimientos
The Penguins formaron parte del Vocal Group Hall of Fame en 2004.
The Penguins formaron parte en la trilogía de Back To The Future con la canción "Earth Angel", en el baile del encantamiento bajo el mar, con el actor Michael J. Fox.